# Aline (football, 1982)
Pour les articles homonymes, voir Aline et Pellegrino.
Aline, de son nom complet Aline Pellegrino, née le 6 juillet 1982 à São Paulo au Brésil, est une joueuse brésilienne de football évoluant au poste de défenseur.

## Biographie

### Carrière en club
Aline débute à l'âge de 14 ans au São Paulo Futebol Clube. Elle reste au Brésil la majeure partie de sa carrière, jouant au  CA Juventus de 1998 à 2000, à l'Uni Sant'Anna de 2000 à 2008 avant de rejoindre le Santos où elle remporte deux fois la Copa Libertadores féminine et la Coupe du Brésil de football féminin. Elle termine sa carrière sur une saison en Russie au WFC Rossiyanka.

### Carrière en sélection
Elle connaît sa première sélection en équipe nationale brésilienne lors des Jeux olympiques de 2004, contre la Grèce au premier tour ; les Brésiliennes perdront en finale contre les États-Unis. Elle devient capitaine de la sélection lors du Sudamericano Femenino 2006 à Mar del Plata, où le Brésil termine second. Elle est aussi vainqueur des Jeux panaméricains de 2007, finaliste de la Coupe du monde de football féminin 2007, qu'elle perd face à l'Allemagne, vainqueur du Sudamericano Femenino 2010, quart-de-finaliste de la Coupe du monde de football féminin 2011 et quart-de-finaliste des Jeux olympiques d'été de 2012.